# میثم رضایی‌کیا
میثم رضایی‌کیا (زاده ۶ شهریور ۱۳۸۲) یک بازیکن فوتبال اهل ایران است که در پست هافبک بازی می‌کند.

## دوران باشگاهی

### مس رفسنجان
پس از گذراندن سال‌های اولیه فوتبال در آکادمی فوتبال کیا، وی به باشگاه فوتبال مس رفسنجان پیوست و نخستین بازی دوران حرفه‌ای خود را به عنوان بازیکن جانشین در مقابل باشگاه فوتبال نساجی مازندران، در تاریخ ۲ اسفند ۱۴۰۲ انجام داد.